# Bergatreute
Bergatreute är en kommun (tyska Gemeinde) i Landkreis Ravensburg i förbundslandet Baden-Württemberg i Tyskland.
Kommunen ingår i kommunalförbundet Bad Waldsee tillsammans med staden Bad Waldsee.